# シャルル・ウジェーヌ・ド・ロレーヌ

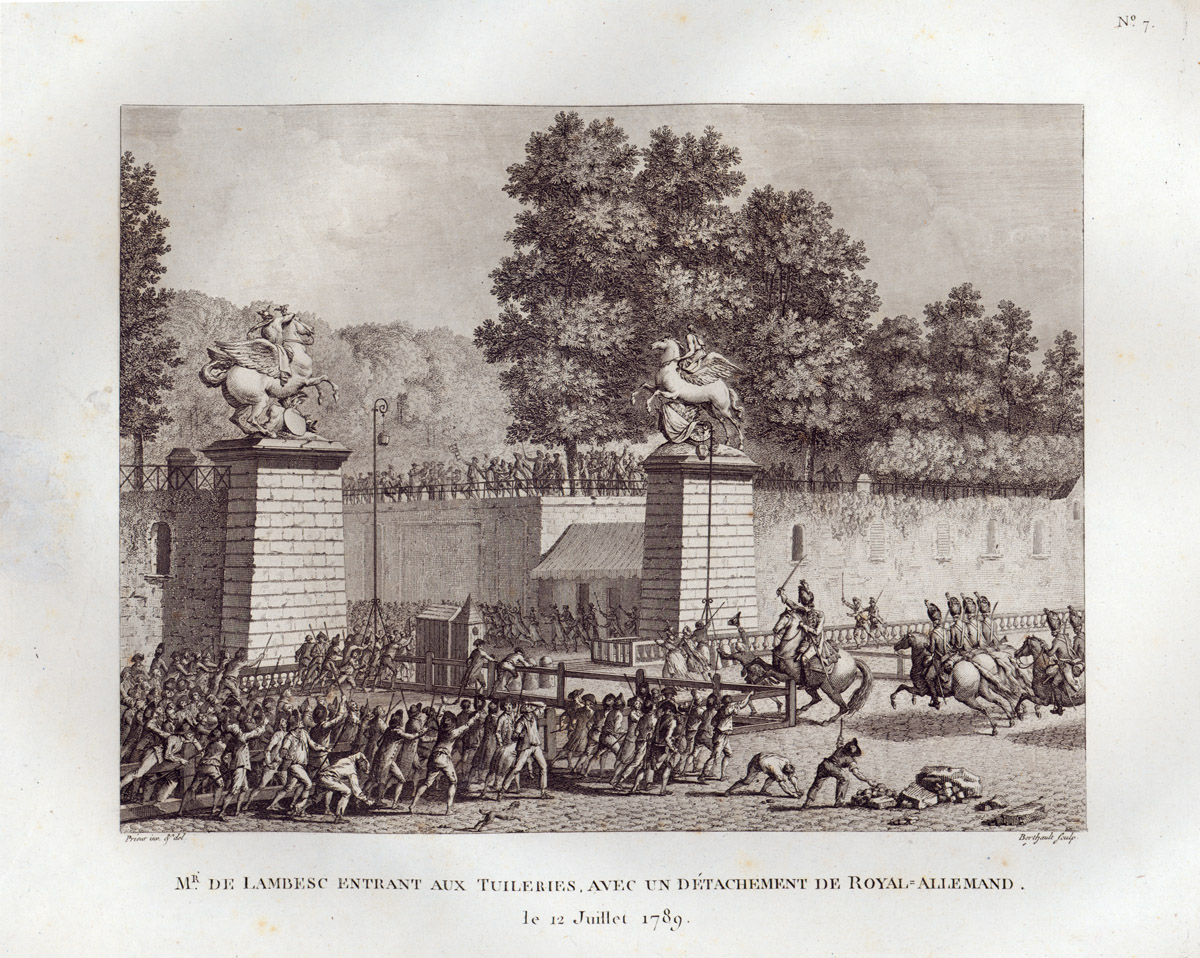
1789年7月12日のドイツ人近衛連隊、1804年の版画

シャルル＝ウジェーヌ・ド・ロレーヌ（仏:Charles-Eugène de Lorraine, prince de Lambesc, 1751年9月25日  - 1825年11月2日）は、フランスの貴族、軍人。ランベスク公、ブリオンヌ伯およびエルブフ公。フランス革命期に民衆の抑圧者の1人として憎悪され、国外に逃れてオーストリア帝国軍に仕官した。ドイツ語名はカール・オイゲン・フォン・ロートリンゲン（Karl Eugen Prinz von Lothringen, Fürst von Lambesc）。

## 生涯
ギーズ家の一員であるブリオンヌ伯ルイ・シャルルと、その3番目の妻ルイーズ・ド・ロアンの間の長男として生まれた。10歳で父を亡くし、先祖が代々世襲する王室主馬頭（Grand écuyer de France）の宮中職を継承した 。1763年、本家筋のエルブフ公エマニュエル・モーリスが死ぬと、エルブフ公爵位を相続したが、宮中では一般に「ランベスク公」と呼ばれた。ルイ16世王の妃マリー・アントワネットはギーズ家の本家ロレーヌ家の出身だったため、ランベスク公とその家族は王妃から贔屓にされた。王妃はロレーヌ一族の誼で宮中の慣習に反してまでランベスク公一家を特別扱いしたため、ヴェルサイユ宮廷の人々の反感を買った。ランベスクは軍人として順調に出世し、1778年にドイツ人近衛連隊の連隊長に任命され、1788年3月9日には准将（maréchal de camp）となった。またサン・ルイ軍事勲章を授けられていた。
フランス革命が勃発した当初、ランベスクの率いるドイツ人近衛連隊は宮廷とその周辺の秩序を維持する上で重要な役割を与えられていた。1789年7月12日、前日の財務大臣ジャック・ネッケル罷免に触発されたパリの民衆が暴動を起こした。ランベスクはパリのルイ15世広場に集まった民衆を広場から排除すべく、近衛連隊を率いて現場に向かった。しかし民衆側の投石を受けた連隊は民衆を剣で攻撃し始め、暴動に参加していなかった一般市民まで殺傷する事態に発展した。この事件では1人が死亡し、数人が負傷した。ランベスクは近くの橋を占拠しようとした暴徒の企みを抑えるための行動だったと弁明し、罪に問われることは無かった。しかしランベスクの起こした民衆殺傷事件は、国王の軍隊が民衆に対して刃を向けたと民衆に受け取られ、王室に対する国民的な信頼を損なうことになった。また無罪となったランベスク自身もこの事件の責任者と見なされ、民衆に憎悪されるようになった。このランベスク事件の2日後、バスティーユ襲撃事件が起きている。
1791年、ランベスクは革命の進展とともに立場が危うくなり、ついにドイツ人近衛連隊の連隊長を辞して、弟のヴォーデモン公ジョゼフとともに国外に脱出した。そしてマリー・アントワネット王妃の実家のあるオーストリアに移住し、1791年6月18日に神聖ローマ皇帝レオポルト2世からオーストリア軍の陸軍少将の地位を与えられた。同年10月には、ブラジウス・フォン・ベンダー元帥の率いる墺領ネーデルラント駐屯軍の旅団長および第37軽騎兵連隊の連隊長とされた。彼は1794年5月22日のトゥルネーの戦いでは第18軽騎兵連隊の4個中隊を率いてタンプルーヴの高地に陣取ったフランス人歩兵部隊に突撃を行い、敵500人を戦死させ、大砲3門を奪った。この戦功により、彼は1か月後の6月22日に第21軽騎兵連隊の連隊長に任命された。その4日後の6月26日に行われたフルーリュスの戦いにも参加している。
1796年3月4日には陸軍中将に昇進し、ダゴベルト・ジークムント・フォン・ヴルムザー元帥の麾下でライン川上流地方で戦った。同年5月11日にはマリア・テレジア軍事勲章司令官級勲章を授けられた。同年の晩夏に相次いで戦われたアンベルクの戦いおよびヴュルツブルクの戦いでも戦功を立てた。第二次対仏大同盟戦争中の1800年にはシュトッカッハの戦いに参加する。1806年12月3日に騎兵大将に昇進し、同時にウィーン宮廷所属の近衛部隊の1つアルツィエレン近衛隊の隊長に就任した。1808年には金羊毛騎士団の騎士に任じられた。
1815年にフランスの王政復古が実現すると、ランベスクは剥奪されていた爵位を回復し、ルイ18世王によってフランス軍の元帥に列せられた。しかし1789年に自身の率いる連隊が起こした民衆殺害のためにランベスクはフランス国民から憎悪されていたので、フランスへの帰国は断念せざるを得なかった。彼はオーストリア移住後に2度結婚したが子供をもうけることは出来なかった。彼が1825年に死去したことで、ギーズ家の諸系統の中で唯一続いていたエルブフ公爵系統が絶えたため、ギーズ家は最終的に断絶した。

## 結婚

最初の妻アンナ・ツェトネル（画:ピエトロ・ラブルッツィ）

ランベスクは生涯に2度結婚したが、いずれも離別に終わり、間に子供も無かった。
- 1803年5月20日レンベルクでアンナ・ツェトネル（1764年 - 1818年）と最初の結婚。離別に終わったが詳細は不明。アンナはポーランド系貴族イグナツィ・ツェトネル（ポーランド語版）伯爵の娘で、これが4度目の結婚だった。最初の夫ユゼフ・パウリン・サングシュコ（ポーランド語版）とは死別、2度目の夫カジミェシュ・ネストル・サピェハ、3度目の夫カイェタン・ポトツキ（ポーランド語版）とは離婚である。

- 1816年1月23日にヴィクトワール・フォリオ・ド・クレヌヴィル（1766年- 1845年）と2度目の結婚。数か月で離別に終わった。ヴィクトワールはロレーヌ地方出身のオーストリア騎兵大将ルイ・シャルル・フォリオ・ド・クレヌヴィル（英語版）の妹（かつ姑）で、これが3度目の結婚だった。最初の夫シャルル・ド・プーテ、2度目の夫フランツ・デ・パウラ・カール・フォン・コロレード＝ヴァルゼー（ドイツ語版）とはいずれも死別である。彼女の子には外交官フランツ・デ・パウラ・フォン・コロレード＝ヴァルゼー（ドイツ語版）が、孫には砲兵大将フランツ・フォリオ・ド・クレヌヴィル（ドイツ語版）がいる。